# G형 주계열성
천문학에서 G V는 항성이 분광형상 G임과 함께, 주계열 상태라는 뜻의 V 상태에 있음을 의미하는 용어이다. 다른 말로 황색왜성(黃色矮星, yellow dwarf)이나 실제색은 흰색으로 보인다. 질량은 태양의 0.8~1.03배, 표면 온도는 5,300~6,000K에 이른다.

## 특징
다른 주계열성들과 마찬가지로 G V는 항성 중심부에서 수소를 태워 헬륨으로 치환하는 핵융합 작용을 하는 단계에 있다. 태양 때문에 G V는 가장 익숙하고 연구가 많이 되어 있다. 태양은 초당 6억 톤의 수소를 헬륨으로 바꾸고 있으며, 약 4백만 톤의 에너지를 발산하고 있다. G V의 다른 예로, 센타우루스자리 알파, 고래자리 타우, 페가수스자리 51 등이 있다.
황색왜성이라는 표현은 사실 정확하지 않다. G형의 항성은 일관된 색을 지니고 있지 않기 때문이다 (G형 항성을 우주에서 관측시 흰색을 띄게 된다.) G형 중 뜨거운 쪽(예 : 태양)의 실제 색은 흰색에 가까우며(흰색에 아주 미미한 푸른색), G형 중 차가운 쪽(예 : 고래자리 타우)의 색은 완벽한 흰색이다. 우리의 태양은 노란 색이 아니며, 실제로 흰색이다. 이처럼 잘못된 명칭이 붙은 이유는, 지구의 푸른 하늘은 태양을 노란 색으로 착각하게 만들며, 지평선에서 해넘이가 일어날 때 태양은 레일리산란 때문에 인간의 맨눈으로 볼 때 붉은 색에 가깝게 보이기 때문이다.
G V형의 항성이 내부의 수소를 모두 소진하는 데 걸리는 시간은 약 100억 년이다. 이후, G V형 항성은 주계열 상태에서 이탈하여 스스로 덩치를 크게 부풀리면서 적색 거성으로 진화한다. (예: 알데바란) 그 후 적색 거성은 외곽의 가스층을 우주 공간으로 날려 보내면서 자신의 가까이에 행성상성운을 형성한다. 외곽이 벗겨진 후 남은 중심핵은 냉각되어 밀도 높은 백색왜성으로 축퇴된다.
G형 주계열성은 그 속성이 다른 분광형의 항성들에 비해 잘 알려진 것 이외에도 지구와 같은 생명체를 품을 수 있는 가장 유력한 후보이기도 하다. G형 주계열성은 생명체가 진화하는 데 필요한 시간을 충분히 제공할 수 있을 정도로 오래 살며 너무 뜨겁지도, 너무 차갑지도 않은 적당한 밝기의 항성으로 여겨지고 있다. 따라서 외계 행성 탐사에 있어 G형들은 주요 관측 대상이 된다.

## 기준별
존슨과 모건이 1953년 출판한 여키스 아틀라스 시스템 개정판(The revised Yerkes Atlas system)에는 G형 분광형의 기준별 11개가 수록되어 있다. 그러나 이후 이들 중 일부는 목록에서 탈락했다. 모건-키넌 분광형 체계에 실려있는 G형 분광형의 기준별들은 다음과 같다.
- G0V: 카라[11]
- G1V: HD 115043[12]
- G2V: 태양[11]
- G3V: 백조자리 16 B[12]
- G5V: 고래자리 카파1[11]
- G8V: 큰곰자리 61[11]

위 목록에 없는 G4, G6 형의 기준별은 계속 바뀌어 왔으나 가장 자주 사용되는 천체는 다음과 같다.
- G4V: 처녀자리 70
- G6V: 에리다누스자리 82

G7, G9 분광형의 기준별로 합의된 항성은 아직까지 없다.

## 예
다음 목록은 지구에서 30광년 이내에 있는 G형 주계열성들 중 일부이다.
| 이름          | 바이어 기호           | 분광형 | 질량(태양=1) | 거리(광년) | 비고               |
| ------------- | --------------------- | ------ | ------------ | ---------- | ------------------ |
| 톨리만 A      | 센타우루스자리 알파 A | G2V    | 1.08         | 4.4        | 가장 가까운 항성계 |
| 고래자리 타우 | 고래자리 타우         | G8V    | 0.81         | 11.9       |                    |

## 같이 보기
- 유사 태양
- 외계 행성